# Patrícia Bargalló Moreira
Patrícia Bargalló Moreira es una actriz española de teatro, cine y televisión.

## Biografía
Estudió interpretación en el Estudio Nancy Tuñón de Barcelona y debutó en la pequeña pantalla en la serie de TV3 El cor de la ciutat. Posteriormente, al dejar la serie, debutó en el teatro y, hasta el 18 de mayo de 2006, coprotagonizó El arquitecto y el emperador en el Versus Teatre de Barcelona.
Entre septiembre de 2006 y enero de 2007 interpretó el papel de Eva en la serie Mar de fons de TV3. En 2008 fue Iris en Zoo, de TV3 también, mientras en 2010 interpretó a Francina Mollet en la serie Infidels. Actualmente, es Mireia en Merlí, otra producción televisiva catalana.
En cine ha participado en algunas películas como, por ejemplo, Ens veiem demà (2009) de Xavier Berraondo.

## Teatro
Obras de teatro representadas:
- 1999-2000: La familia de los líos de Rafael Casellas
- 2002: Son las tres de Carla Guimares, Sophie Baron y Gabriela Bossio
- 2005-2007: El arquitecto y el emperador de Asiria de Fernando Arrabal, con dirección de Joan Frank Charansonnet
- 2008: Ofici de gàrgola de Pau Gener, con dirección de Joan Frank Charansonnet
- 2008-2009: Rock 'n' Roll de Tom Stoppard, con dirección Àlex Rigola
- 2009: Julia Smells Like Teen Spirit de Jordi Casanovas, con dirección de Jordi Casanovas
- 2010: Una de guerra de Àlex Mañas, con dirección de Isak Férriz
- 2011-2012: The Guarry Men de Pau Roca, con dirección de Pau Roca
- 2001: La fada d'Abu Ghraib de Antònia Jiménez, con dirección de Jordi Valls
- 2011: Tragèdia de Àlex Rigola, con dirección de Àlex Rigola
- 2011: Groucho me enseñó su camiseta de Manuel Vázquez Montalbán, con dirección de Damià Barbany
- 2012: Una comèdia DALÍrant de Israel Collado y Joan Frank Charansonnet, con dirección de Joan Frank Charansonnet

## Cine
- 2001: Pau i el seu germà
- 2006: Beatriz Barcelona
- 2006: I figli strappati (telefilm)
- 2007: Cheese Cake (corto)
- 2009: Ens veiem demà
- 2012: Mateix lloc, mateixa hora (corto)
- 2012: El cuerpo
- 2013: Veritas (corto)

## Televisión
- 1999: Laberint d'ombres (1 episodio)
- 2000: Crims (1 episodio)
- 2000: Plats bruts (1 episodio)
- 2002: Temps de silenci (1 episodio)
- 2003-2005: El cor de la ciutat
- 2006-2007: Mar de fons
- 2008: Zoo
- 2010: Infidels
- 2015: Merlí
- 2017: Sé quién eres

- Datos: Q11940523